# Tétrahydroxy-1,2-benzoquinone
La tétrahydroxy-1,2-benzoquinone ou tétrahydroxy-o-benzoquinone est un composé organique de formule C6H4O6 ou C6O2(OH)4. Elle consiste en une 1,2-benzoquinone complètement substituées par quatre groupes hydroxyle.
C'est un isomère de la tétrahydroxy-1,4-benzoquinone. Ces esters avec les acides carboxylique et oxalique seraient des oxydes de carbone comme le sont ceux de la tétrahydroxy-1,4-benzoquinone.